# Catachlorops rufithorax
Catachlorops rufithorax är en tvåvingeart som först beskrevs av Walker 1848.  Catachlorops rufithorax ingår i släktet Catachlorops och familjen bromsar. Inga underarter finns listade i Catalogue of Life.